# Leonidas Neto Pereira
Leonidas Neto Pereira, (General Carneiro, Brasil; 4 de enero de 1979), más conocido como Neto, es un futbolista brasileño que juega como delantero en el Calcio Padova de la Lega Pro italiana.